# Кломипрамин
Кломипрамин (англ. Clomipramine) — трициклический антидепрессант, близкий по действию к имипрамину, но сильнее блокирующий обратный захват серотонина. Также оказывает α-адреноблокирующее и противогистаминное действие. Оказывает выраженное тимолептическое действие с более слабым, чем у имипрамина, стимулирующим компонентом. По структуре отличается от имипрамина только наличием в молекуле атома хлора.

## Общая информация
Применяют при разных формах депрессий, в том числе при глубоких, затяжных формах. Эффект наступает относительно быстро (на 3—5-й день).
Назначают обычно по 0,025 г (25 мг) 3 раза в день, при необходимости повышая дозу до 50 мг и более 3 раза в день. При тяжёлых депрессиях вводят в вену (медленно) 25—50 мг — до 200 мг. По достижении терапевтического эффекта переходят на приём препарата перорально.

## Противопоказания
Закрытоугольная глаукома, гипертрофия предстательной железы, колебания сосудистого тонуса, сердечная аритмия (особенно блокады сердца), недавний инфаркт миокарда, маниакальная фаза биполярных расстройств, тяжёлые поражения печени, порфирия, детский возраст.

## С осторожностью
С осторожностью кломипрамин применяют при заболеваниях сердца, эпилепсии в анамнезе, кормлении грудью, в пожилом возрасте, при печёночной недостаточности, заболеваниях щитовидной железы, феохромоцитоме, психозах в анамнезе (кломипрамин может усиливать психотические симптомы), задержке мочи в анамнезе, при одновременном проведении электросудорожной терапии, одновременном проведении анестезии (повышается риск аритмий и артериальной гипотензии).
Применения кломипрамина при беременности, особенно в первом и третьем триместрах, следует избегать в отсутствие крайней необходимости.
При приёме кломипрамина женщиной в период кормления грудью возможно возникновение побочных эффектов у младенца; следует наблюдать за младенцем на предмет возникновения вялости и сонливости.
Следует учитывать, что кломипрамин может нарушать способность управлять движущимися механизмами, нарушать способность водить автомобиль.
Отмену кломипрамина нельзя осуществлять резко.

## Побочные эффекты
Основные побочные действия кломипрамина — антихолинергические явления (расстройства аккомодации, запоры, задержка мочи, сухость во рту, спутанность, повышение внутриглазного давления), ортостатическая гипотензия, реже кардиотоксические эффекты (необходим мониторинг ЭКГ). К кардиотоксическим побочным эффектам кломипрамина относятся изменения на ЭКГ, аритмии, ортостатическая гипотензия, тахикардия. В отличие от имипрамина, кломипрамин обычно не усиливает страх и тревогу. Как и антидепрессанты группы СИОЗС, может приводить к развитию сексуальной дисфункции.
Возможны диспепсия, эйфория, тошнота, седация, бессонница, возбуждение, расстройства поведения, ажитация, обострение параноидной симптоматики, инверсия фазы (то есть развитие мании или гипомании), атаксия, судороги, дискинезии, мышечные подёргивания (особенно у пожилых пациентов), тремор, обмороки, повышенное потоотделение, сыпь и реакции гиперчувствительности (крапивница, фотосенсибилизация), нарушение сексуальных функций, изменения уровня сахара крови, эндокринные побочные эффекты (увеличение яичек, гинекомастия, галакторея), повышение аппетита и увеличение массы тела (иногда снижение массы тела), лихорадка, агранулоцитоз, лейкопения, эозинофилия, пурпура, тромбоцитопения, гипонатриемия, изменение функциональных проб печени.
При приёме кломипрамина может возникнуть антихолинергический синдром. При сочетании кломипрамина с некоторыми другими антидепрессантами (препаратами группы ИМАО, препаратами группы СИОЗС), а также иногда при монотерапии кломипрамином возможно развитие серотонинового синдрома. В тех случаях, когда кломипрамин применяется при печёночной недостаточности, возможно усиление седативного действия.
В случаях внутривенного капельного введения кломипрамина следует проводить тщательный мониторинг артериального давления, поскольку ортостатические коллапсы в этих случаях часты, особенно в первые часы после инфузионной терапии.

## Взаимодействия
Препарат не сочетается с необратимыми ИМАО, резерпином. При сочетании с ИМАО может вызвать выраженное возбуждение, гипотонический криз, лихорадку, мышечные спазмы, судороги, кому:400. Не рекомендуется сочетать с флувоксамином и с клозапином. Повышает концентрацию антидепрессантов СИОЗС. Усиливает эффект адреномиметиков, может усиливать эффект адреналина, антигистаминных препаратов, обладающих седативным действием, антитромботических средств, антагонистов витамина K, атропина, биперидена, изопреналина, норадреналина, препаратов для общей анестезии, противопаркинсонических средств, хинидина, этанола и этанолсодержащих препаратов, эфедрина. Приём хинидина в сочетании с кломипрамином не рекомендуется. Кломипрамин может ослаблять эффект бетанидина, клонидина, резерпина (вплоть до прекращения этого эффекта), ослаблять эффект метилдопы:399—401.
Сочетание кломипрамина с препаратами, угнетающими ЦНС, может приводить к опасной заторможенности, как и сочетание кломипрамина с опиоидными анальгетиками:121. При сочетании кломипрамина с леводопой может повышаться артериальное давление, с прокаинамидом, хинидином или тиреотропными средствами — возникать нарушения сердечного ритма, при сочетании с гормональными контрацептивами усиливается депрессия, при сочетании с дисульфирамом может возникать делирий. Сочетание с препаратами лития может приводить к снижению судорожного порога:400.
Карбамазепин, фенитоин, никотин снижают концентрацию кломипрамина в плазме крови; циметидин, эстрогены повышают его концентрацию:400.